# Club Atlético Tucumán
O Club Atlético Tucumán é um clube de futebol argentino sediado na cidade de San Miguel de Tucumán. Foi fundado em 27 de setembro de 1902, sendo assim, o mais antigo clube da província de Tucumán. Atualmente disputa a primeira divisão do Campeonato Argentino.

## História
O Atlético Tucumán foi fundado por um grupo de amigos que se reuniram no centro da cidade de San Miguel de Tucumán, na noite de 27 de setembro de 1902. O organizador do encontro foi Agenor Albornoz, que se tornaria o primeiro presidente do clube.
Sua partida de estreia no futebol argentino ocorreu no dia 9 de julho de 1903, na qual o Tucumán goleou Atlético Salteño pelo placar de 6x0.
Sua primeira participação na primeira divisão do Campeonato Argentino ocorreu no ano de 1973.
Após décadas conquistando títulos provinciais, regionais e amistosos, o Atlético Tucumán obteve sua primeira conquista relevante a nível nacional no ano de 2009, quando se sagrou campeão da Primera B Nacional (segunda divisão). Tal feito se repetiu no ano de 2015.
Pela primeira vez em sua história, no ano de 2017, o clube participou de uma competição de caráter internacional, a Copa Libertadores da América. Sua primeira partida oficial se deu contra o El Nacional do Equador, pela fase prévia da competição. O jogo acabou empatado no placar de 2x2.

## Símbolos
O Atlético Tucumán é famoso por suas cores brancas e azuis, as quais foram inspiradas no uniforme da Seleção Argentina. O Decano foi o primeiro clube do país a utilizar oficialmente essas cores em seu uniforme.

## Rivalidades
Seu principal e histórico rival é o San Martín de Tucumán, clube com quem protagoniza o Clássico Tucumano. É um dos confrontos mais antigos da Argentina, tendo a primeira partida realizada em 28 de maio de 1911, com vitória do Atlético Tucumán por 2x0. Também possui grande rivalidade com o Central Córdoba e com o Belgrano.

## Torcida
Os torcedores do Tucumán são famosos por sempre marcarem presença em dias de jogo no Estádio Monumental José Fierro. A Organizada (barra brava) mais famosa do clube é chamada de La Inimitable.

## Títulos
| Nacionais | Nacionais               | Nacionais | Nacionais |
|           | Competição              | Títulos   | Temporadas |
|           | Primera B Nacional      | 2         | 2008-09 e 2015 |
|           | Torneo Argentino A      | 2         | 2004-C e 2007-08 |
|           | Campeonato de Campeones | 1         | 1959 |
| Regionais | Regionais               | Regionais | Regionais |
|           | Competição              | Títulos   | Temporadas |
|           | Torneo Regional         | 2         | 1975 e 1981 |
|           | Liga FTF                | 21        | 1920, 1921, 1924, 1927, 1930, 1935, 1937, 1938, 1942, 1951, 1957, 1958, 1959, 1960, 1961, 1962, 1963, 1964, 1972, 1973 e 1975 |
| --------- | ----------------------- | --------- | --- |

Legenda: 
(C):  Torneio Clausura

## Ligações Externas
- «Site Oficial»